# Meesia longiseta x tristicha
Meesia longiseta x tristicha là một loài Rêu trong họ Meesiaceae. Loài này được Paris mô tả khoa học đầu tiên năm 1905.

## Hình ảnh

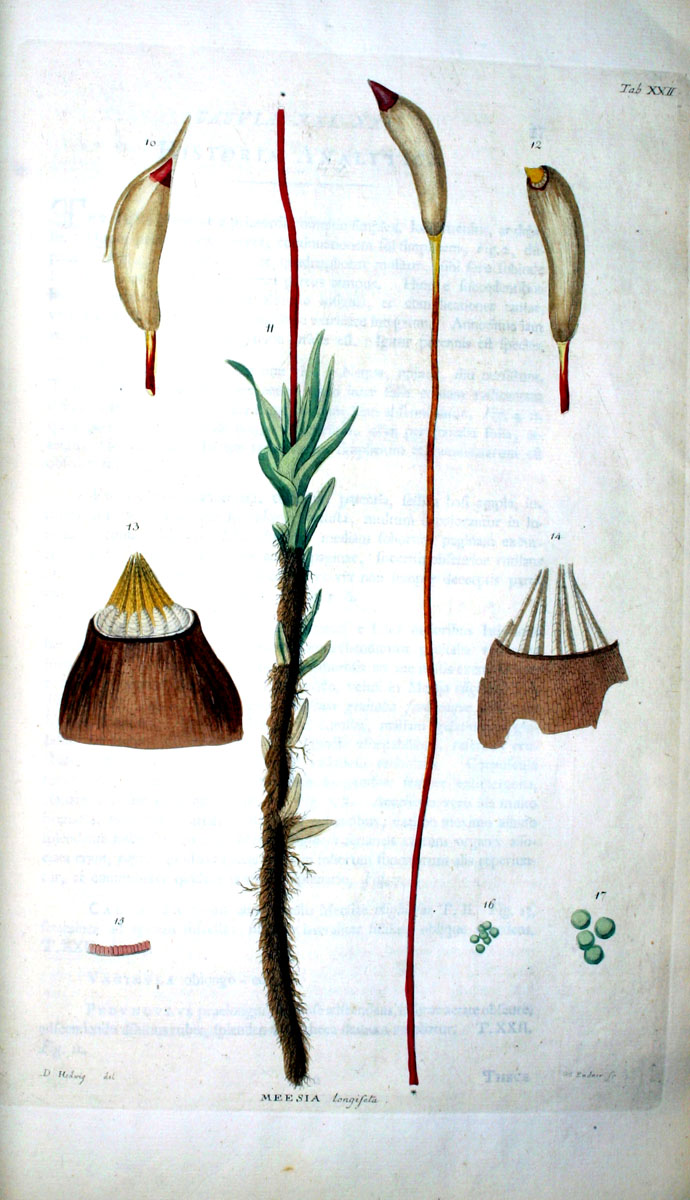